# Barrage de Wyangala
Le barrage de Wyangala est la deuxième retenue d'eau construite par la commission de conservation de l'eau et de l'irrigation de Nouvelle-Galles du Sud en Australie. Il est situé à la confluence des rivières Lachlan et Abercrombie au sud-est de l'État. Il est utilisé à des fins d'irrigation et de retenue d'eau en cas d'inondations. C'est le seul barrage sur la rivière Lachlan, qui alimente la rivière Murrumbidgee, qui à son tour alimente le Murray. 
Le projet, réalisé entre 1929 et 1935, a été l'un des derniers, en Nouvelle-Galles du Sud, qui ait utilisé un système de transport par rail pour sa construction.
Le hameau de Wyangala est situé en aval et à proximité du barrage. La deuxième ville à proximité est Darbys Falls. La grande ville la plus proche est Cowra, environ 20 kilomètres au nord-ouest du barrage.